# Todus multicolor
Todus multicolor là một loài chim trong họ Todidae.